# أحمد باي بن علي باي
أحمد باي بن علي باي أو أحمد باي بن علي أو أحمد باي أو  سيدي أحمد باشا باي أو أحمد باشا أو أحمد باي الثاني هو الباي السابع عشر من البايات الحسينيين بتونس، حكم من 11 فيفري 1929 إلى 19 جوان 1942 |

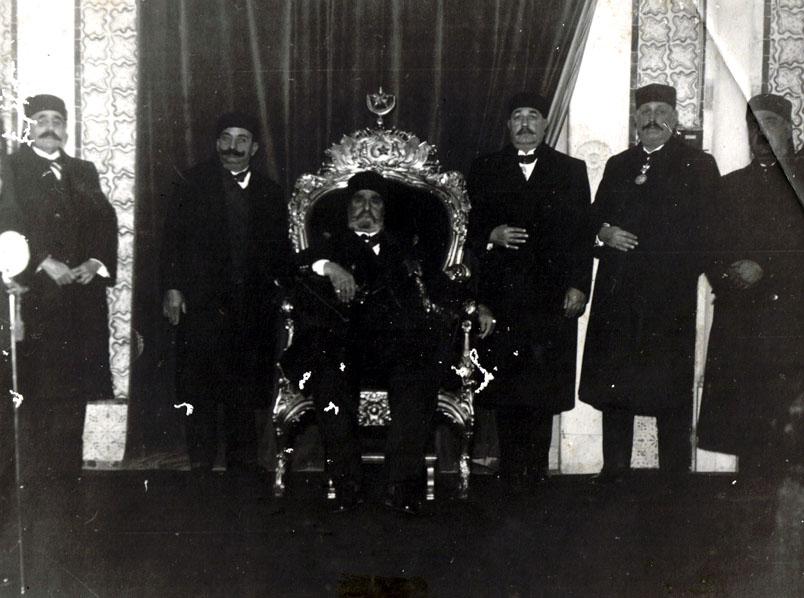
أحمد باي الثاني محاطًا بالأمراء والوزراء
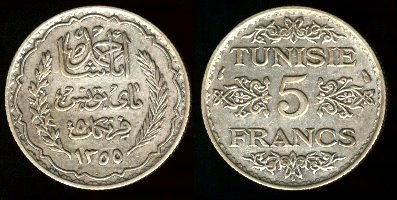
قطعة نقدية من فئة 5 فرنكات ضُربت عام 1936 م (1355 هـ)، وهي تحمل اسم أحمد باشا

## المؤتمر القرباني الدولي
بعد عام من توليه منصبه ، في مايو 1930 ، انعقد مؤتمر إفخارستي دولي في قرطاج للاحتفال بالذكرى المئوية للغزو الفرنسي للجزائر. كان أول مؤتمر من نوعه يُعقد في إفريقيا ، والأول في دولة ذات أغلبية مسلمة. وافق أحمد بك على مضض على تولي منصب الرئيس الفخري للمؤتمر ، والذي تم دفع جزء منه بقيمة مليوني فرنك من أموال الحكومة التونسية ، والتي تم جمعها كضرائب على السكان المسلمين في تونس. أثار الحدث ، الذي ارتدى فيه بعض المشاركين زي الصليبيين واستخدمه آخرون كمنصة لخطب معادية للإسلام ، ضجة في الحركة الوطنية التونسية. دعت صحيفة La Voix du Tunisien (الصوت التونسي) القومية الباي إلى استقالة رئاسته الفخرية وأن ينأى مسؤولون آخرون بأنفسهم عن الحدث وزعم أعضاء حزب الدستور أن تورط الباي أظهر خضوعه لفرنسا. والتخلي عن الدفاع عن مصالح شعبه.

## صعود القومية
في فترة حكم أحمد ، نمت الحركة القومية في الأهمية السياسية. كانت قضية الدفن مثيرة للجدل بشكل خاص ، وتم تشكيل حزب الدستور الجديد بعد مؤتمر قصر الهلال عام 1934.

## الموت والخلافة
توفي أحمد في المرسى ودفن في توربة البيه. وخلفه ابن عمه محمد السابع المنصف.
كان لأحمد الثاني عشرة أبناء وثماني بنات ، بمن فيهم الأمير محمد الطيب باي (1902-1989) الذي كان رأس الأسرة الحسينية من عام 1974 حتى عام 1989.

## الأوسمة والتشريفات
- نيشان الدم (تونس).

## روابط حارجية
- موقع الحكام: الحسينيون في تونس.
- (بالإنجليزية) العائلات المالكة والحاكمة في أفريقيا وآسيا وأوقيانوسيا وأمريكا: أحمد باي.